# باند کورائی
باند کورائی (به انگلیسی: Band Kurai) یک شهرک در پاکستان است که در ناحیه دیره اسماعیل خان واقع شده‌است.